# Youssef Zouaoui
Pour les articles homonymes, voir Zouaoui.
Youssef Zouaoui (arabe : يوسف الزواوي), né le 11 septembre 1946, est un entraîneur de football tunisien qui exerce depuis 1983 dans des clubs et sélections nationales. Il a également été un joueur du Club athlétique bizertin (CAB) dont il reste le deuxième meilleur buteur de son histoire.

## Biographie
Très tôt attiré par le football, il suit son frère aîné Larbi Zouaoui en signant au CAB. Ses qualités d'attaquant et de buteur lui permettent de faire partie de l'équipe des juniors puis de rejoindre les seniors du CAB en 1963, poursuivant sa carrière jusqu'en 1977. Il ne connaît toutefois pas de carrière internationale et ne joue que lors de quelques rares rencontres en sélection nationale, en raison de la présence de grands joueurs tels que Tahar Chaïbi, Ezzedine Chakroun ou Mohamed Ali Akid.
Sa carrière de joueur terminée, il choisit celle d'entraîneur. Dès sa seconde saison à la tête de l'équipe du CAB, il crée la surprise en décrochant le championnat de Tunisie de football. On fait alors appel à lui en équipe nationale et, malgré le veto ministériel contre des joueurs comme Tarak Dhiab ou Hédi Bayari, il obtient d'excellents résultats. Limogé en 1986, il est recruté par la Fédération des Émirats arabes unis de football comme sélectionneur national. Revenu en Tunisie étoffer son palmarès par des titres nationaux et continentaux, il reprend sa place en équipe nationale en 1993, avec moins de réussite, comme le montre avec le démarrage désastreux de l'équipe lors de la CAN 1994 qui lui vaut un second limogeage.
Appelé à entraîner l'Espérance sportive de Tunis où Slim Chiboub lui assure toutes les conditions pour réussir, il remporte de nombreux titres nationaux mais échoue dans la Ligue des champions de la CAF. Il entraîne l'équipe nationale une troisième fois en 2002 en remplacement d'Ammar Souayah et Khemaïs Laabidi, en sa qualité de directeur technique.

## Joueur
- Championnat de Tunisie : 235 matchs et 63 buts ;
- Coupe de Tunisie : 28 matchs et 18 buts.

## Entraîneur

### Équipes nationales
- Équipe de Tunisie : 1984-1986, 1993-1994, 2002
- Équipe des Émirats arabes unis : 1987

### Clubs
- Club athlétique bizertin : 1982-1984, 1986-1987, 1988, 1989-1992, 1997, 2010-2011, 2015[1]-2016
- Club africain : 1992-1993, 2005
- Sharjah Football Club : 1995-1996, 2008-2009
- Espérance sportive de Tunis : 1997-2001, 2004, 2008
- Stade tunisien : 2002 (intérim)
- Al-Qadsiah Football Club : 2003
- Al Sha'ab Cultural & Sports Club : 2005-2006
- Al-Ahli Dubaï : 2007
- Al-Ettifaq Football Club : 2011-?

### Palmarès
- Championnat de Tunisie : 1984, 1998, 1999, 2000, 2001
- Coupe de Tunisie : 1987, 1999
- Coupe afro-asiatique des clubs : 1993
- Coupe de la CAF : 1997
- Coupe d'Afrique des vainqueurs de coupe : 1998
- Coupe arabe des vainqueurs de coupe  : 2002

### Bilan en équipe nationale tunisienne
| Période   | Joués | Gagnés | Nuls | Perdus | B.P. | B.C. |
| --------- | ----- | ------ | ---- | ------ | ---- | ---- |
| 1984-1986 | 24    | 13     | 3    | 8      | 36   | 23   |
| 1993-1994 | 13    | 4      | 6    | 3      | 21   | 16   |
| 2002      | 2     | 0      | 2    | 0      | 2    | 2    |
| Total     | 39    | 17     | 11   | 11     | 59   | 41   |